# Idalmis Bonne
Idalmis Bonne Rousseaux (ur. 2 lutego 1971 w Guantánamo) – kubańska lekkoatletka, sprinterka. Sześciokrotna złota medalistka mistrzostw Ameryki Środkowej i Karaibów, złota medalistka mistrzostw ibero-amerykańskich, wielokrotna złota medalistka igrzysk panamerykańskich i igrzysk Ameryki Środkowej i Karaibów, trzykrotna medalistka uniwersjady. Trzykrotna uczestniczka igrzysk olimpijskich (Barcelona, Atlanta, Sydney) oraz trzykrotna uczestniczka mistrzostw globu.

## Przebieg kariery
Jako juniorka zdobyła dwa medale rozegranych w 1990 roku mistrzostw Ameryki Środkowej i Karaibów do lat 20, w konkurencjach biegu na 200 m i sztafety 4 × 100 m. Rok później była członikinią sztafety 4 × 100 m, która na igrzyskach obu Ameryk zdobyła srebrny medal. W 1992 roku została dwukrotną medalistką mistrzostw ibero-amerykańskich, srebrną w biegu na 200 m oraz złotą w sztafecie 4 × 100 m.
W ramach igrzysk olimpijskich w Barcelonie była członkinią sztafety 4 × 100 m. Kubańska ekipa w eliminacjach zajęła z czasem 43,51 czwarte miejsce w swej grupie i ósme miejsce pośród wszystkich sztafet, w finale zaś nie zdołała ukończyć biegu.
W 1993 roku wywalczyła indywidualnie złoty medal seniorskich mistrzostw Ameryki Środkowej i Karaibów w biegu na 200 m, została srebrną medalistką uniwersjady (krążek zdobyła w sztafecie 4 × 400 m), jak również sięgnęła po dwa medale igrzysk Ameryki Środkowej i Karaibów (w tym złoty medal w sztafecie 4 × 400 m). Zaliczyła w tymże roku debiut na seniorskich mistrzostwach globu w Stuttgarcie, w ich ramach uczestniczyła w sztafecie 4 × 100 m oraz 4 × 400 m – na krótszym dystansie wystąpiła tylko w eliminacjach (Kubanki w finale wywalczyły 6. miejsce), na dłuższym dystansie zaś Kubanki z udziałem Bonne zakończyły start w eliminacjach. Dwa lata później wywalczyła złoty medal igrzysk panamerykańskich w sztafecie 4 × 400 m, nadto zdobyła trzy złote medale mistrzostw Ameryki Środkowej i Karaibów (w biegu na 200 m oraz sztafecie 4 × 100 m i 4 × 400 m). Startowała na mistrzostwach świata w Göteborgu, w ich ramach odpadła w eliminacjach biegu na 400 m oraz uczestniczyła w biegu sztafet 4 × 400 m (kubańska sztafeta z jej udziałem awansowała do finału i ukończyła go na 7. miejscu).
Na igrzyskach olimpijskich w Atlancie ponownie weszła w skład kubańskiej sztafety 4 × 400 m. Ta awansowała do finału i z czasem 3:25,85 zajęła 6. miejsce.
W 1997 roku otrzymała dwa złote medale mistrzostw Ameryki Środkowej i Karaibów, a także zdobyła dwa medale rozgrywanej w Katanii uniwersjady. Dwa lata później kubańska sztafeta 4 × 400 m z udziałem Bonne ponownie zdobyła złoty medal igrzysk panamerykańskich, a także startowała na rozgrywanych w Sewilli mistrzostwach świata – na tym czempionacie dotarła do finału, który ukończyła na 7. miejscu.
Po raz ostatni w zawodach lekkoatletycznych wystąpiła podczas rozgrywanych w Sydney igrzysk olimpijskich. Wówczas Kubanka znalazła się w składzie sztafety 4 × 400 m, która w finale wywalczyła 8. miejsce z czasem 3:29,47.

## Osiągnięcia
| Rok     | Zawody                                            | Miasto        | Miejsce | Konkurencja        | Wynik   |
| ------- | ------------------------------------------------- | ------------- | ------- | ------------------ | ------- |
| 1990    | Mistrzostwa Ameryki Środkowej i Karaibów juniorów | Hawana        | brąz    | bieg na 200 m      | 24,18   |
| 1990    | Mistrzostwa Ameryki Środkowej i Karaibów juniorów | Hawana        | srebro  | sztafeta 4 × 100 m | 45,64   |
| 1991    | Igrzyska panamerykańskie                          | Hawana        | srebro  | sztafeta 4 × 100 m | 44,31   |
| 1992    | Mistrzostwa ibero-amerykańskie                    | Sewilla       | srebro  | bieg na 200 m      | 24,01   |
| 1992    | Mistrzostwa ibero-amerykańskie                    | Sewilla       | złoto   | sztafeta 4 × 100 m | 44,49   |
| 1992    | Igrzyska olimpijskie                              | Barcelona     | DNF     | sztafeta 4 × 100 m | N/A     |
| 1993    | Uniwersjada                                       | Buffalo       | srebro  | sztafeta 4 × 400 m | 3:28,95 |
| 1993    | Mistrzostwa Ameryki Środkowej i Karaibów          | Cali          | złoto   | bieg na 200 m      | 23,22   |
| 1993    | Mistrzostwa Ameryki Środkowej i Karaibów          | Cali          | brąz    | sztafeta 4 × 100 m | 44,64   |
| 1993    | Mistrzostwa Ameryki Środkowej i Karaibów          | Cali          | srebro  | sztafeta 4 × 400 m | 3:28,95 |
| 1993    | Mistrzostwa świata                                | Stuttgart     | 6.      | sztafeta 4 × 100 m | 43,48   |
| 1993    | Mistrzostwa świata                                | Stuttgart     | DNF H   | sztafeta 4 × 400 m | N/A     |
| 1993    | Igrzyska Ameryki Środkowej i Karaibów             | Ponce         | srebro  | bieg na 200 m      | 23,53   |
| 1993    | Igrzyska Ameryki Środkowej i Karaibów             | Ponce         | złoto   | sztafeta 4 × 400 m | 3:31,27 |
| 1994    | Igrzyska dobrej woli                              | Petersburg    | brąz    | sztafeta 4 × 400 m | 3:26,35 |
| 1994    | Puchar świata                                     | Londyn        | brąz    | sztafeta 4 × 400 m | 3:27,91 |
| 1995    | Igrzyska panamerykańskie                          | Mar del Plata | złoto   | sztafeta 4 × 400 m | 3:27,45 |
| 1995    | Mistrzostwa Ameryki Środkowej i Karaibów          | Gwatemala     | złoto   | bieg na 400 m      | 50,95   |
| 1995    | Mistrzostwa Ameryki Środkowej i Karaibów          | Gwatemala     | złoto   | sztafeta 4 × 100 m | 44,41   |
| 1995    | Mistrzostwa Ameryki Środkowej i Karaibów          | Gwatemala     | złoto   | sztafeta 4 × 400 m | 3:27,45 |
| 1995    | Mistrzostwa świata                                | Göteborg      | 5. H    | bieg na 400 m      | 52,10   |
| 1995    | Mistrzostwa świata                                | Göteborg      | 7.      | sztafeta 4 × 400 m | 3:29,27 |
| 1996    | Mistrzostwa ibero-amerykańskie                    | Medellín      | srebro  | bieg na 200 m      | 23,07   |
| 1996    | Igrzyska olimpijskie                              | Atlanta       | 6.      | sztafeta 4 × 400 m | 3:25,85 |
| 1997    | Mistrzostwa Ameryki Środkowej i Karaibów          | San Juan      | złoto   | bieg na 200 m      | 23,24   |
| 1997    | Mistrzostwa Ameryki Środkowej i Karaibów          | San Juan      | srebro  | bieg na 400 m      | 52,01   |
| 1997    | Mistrzostwa Ameryki Środkowej i Karaibów          | San Juan      | złoto   | sztafeta 4 × 400 m | 3:29,30 |
| 1997    | Uniwersjada                                       | Katania       | brąz    | bieg na 400 m      | 51,72   |
| 1997    | Uniwersjada                                       | Katania       | srebro  | sztafeta 4 × 400 m | 3:29,00 |
| 1998    | Igrzyska Ameryki Środkowej i Karaibów             | Maracaibo     | złoto   | sztafeta 4 × 400 m | 3:29,65 |
| 1999    | Igrzyska panamerykańskie                          | Winnipeg      | ? SF    | bieg na 400 m      | 53,09   |
| 1999    | Igrzyska panamerykańskie                          | Winnipeg      | złoto   | sztafeta 4 × 400 m | 3:26,70 |
| 1999    | Mistrzostwa świata                                | Sewilla       | 7.      | sztafeta 4 × 400 m | 3:29,19 |
| 2000    | Igrzyska olimpijskie                              | Sydney        | 8.      | sztafeta 4 × 400 m | 3:29,47 |
| Źródło: |                                                   |               |         |                    |         |

W 1997 roku została złotą medalistką mistrzostw kraju w biegu na 200 m.

## Rekordy życiowe
- bieg na 100 m – 11,27 (12 lipca 1991, Hawana)
- bieg na 200 m – 23,01 (18 maja 1997, Hawana)
- bieg na 400 m – 50,95 (16 lipca 1995, Gwatemala)
- sztafeta 4 × 100 m – 43,48 (21 sierpnia 1993, Stuttgart)
- sztafeta 4 × 400 m – 3:24,23 (2 sierpnia 1996, Atlanta)

Źródło: 